# Graniczna Placówka Kontrolna Gdańsk
Graniczna Placówka Kontrolna Gdańsk:
1. pododdział Wojsk Ochrony Pogranicza pełniący służbę na przejściu granicznym.
2. graniczna jednostka organizacyjna polskiej straży granicznej pełniący służbę na przejściu granicznym i realizująca zadania w ochronie granicy państwowej.

## Formowanie i zmiany organizacyjne
W październiku 1945 Naczelny Dowódca WP nakazywał sformować na granicy  51 przejściowych punktów kontrolnych.
Graniczna placówka kontrolna Gdańsk powstała w 1945 jako morski przejściowy punkt kontrolny I kategorii o etacie nr 8/10 . Obsada PPK składała się z 33 żołnierzy i 3 pracowników cywilnych. W październiku 1946 funkcjonowała według etatu 7/13 jako PPK morski w Gdańsku.
W początkach 1947 przejściowe punkty kontrolne Gdańsk i Gdynia zostały poważnie wzmocnione. Wobec powyższego strażnice 97 i 99 zaprzestały ochrony obiektów portowych, a zajęły się wyłącznie ochroną obiektów lądowych i kontrolą ruchu rybackiego. 
W lipcu 1947 MGPK w Gdańsku otrzymało numer 22. 
W lipcu 1949 nastąpiła reorganizacja 21 gdyńskiego i 22 gdańskiego MGPK. Zostały utworzone 
samodzielne bataliony kontroli granicznej. W skład gdańskiego weszły  263 i 264 strażnice WOP.
Jesienią 1965 GPK Port Gdańsk weszła w podporządkowanie Komendy wojewódzkiej Milicji Obywatelskiej.
---
Z dniem 2 stycznia 2003 strażnica SG w Gdańsku i GPK Gdańsk zostały połączone w jeden organizm pod nazwą Graniczna Placówka Kontrolna w Gdańsku.

## Kierownicy placówki
- mjr Wiktor Jaśkiewicz (był 10.1946)[b].
- mjr SG Henryk Gibas(był w 2002)[9]
- ppłk Szczepan Cheba[10]
- ppłk Walery Jasiński[10]
- ppłk Jan Nikiforow[10]
- ppłk Marian Kieler[10]
- ppłk Mieczysław Hnatiuk[10]
- ppłk Bogusław Dziuba[10]